# 理藩院侍郎
理藩院侍郎（转写：tulergi golo-be dasara jurgan-i ashan-i amban），中國清朝官名，理藩院的副佐堂官，侍郎職掌輔助理藩院尚書處理內外蒙古諸部、青海、回部、西藏、土司、俄羅斯、廓爾喀、其他藩屬各部之政令、爵祿、朝貢、刑罰、交涉通商等事務。
前身為理藩院左右參政。順治元年（1644年）將參政改為侍郎，左右各一人，均為滿缺（滿洲或蒙古旗人）；額外侍郎一人，由蒙古貝勒、貝子中特簡賢能者補任。最初秩二品，順治十六年（1659年）改為三品，康熙六年（1667年）改為正二品，九年（1670年）改為正三品，雍正八年（1730年）改為從二品，乾隆十四年（1749年）定制升為正二品。
光緒三十二年（1906年）隨理藩院改制為理藩部而改稱理藩部侍郎。宣統三年（1911年）改為理藩部副大臣。